# Argina crotolariae
Argina crotolariae är en fjärilsart som beskrevs av Fabricius 1793. Argina crotolariae ingår i släktet Argina och familjen björnspinnare. Inga underarter finns listade i Catalogue of Life.